# Oncocnemis literata
Oncocnemis literata là một loài bướm đêm trong họ Noctuidae.